# Оффенштейн, Франсуа-Жозеф
Франсуа-Жозеф Оффенштейн (фр. Francois-Joseph Offenstein; 1760—1837) — французский военный деятель, бригадный генерал (1807 год), барон (1809 год), участник революционных и наполеоновских войн.

## Биография
Родился в семье Франсуа-Жозефа Оффенштейна, мясника из Эрстена, и Катрины Ребель (фр. Catherine Reibel). В 1777 году в возрасте 16 лет вступил в пехоту.
В 1790 году стал майором национальной гвардии Эрстена. Через два года был избран подполковником в Рейнской армии. 30 июля 1793 произведён в бригадные генералы, а 22 сентября того же года в дивизионные генералы и занял пост коменданта Нёф-Бризаха. Он был уволен со своего поста через год, в 1794 году, за то, что во время крупных манёвров с 18 000 человек, перепутал на карте реку с дорогой. Эта стратегическая ошибка может быть легко объяснена тем фактом, что его обучение было довольно неряшливым в детстве, он едва мог читать (довольно распространенное явление для простолюдинов в то время, но очень необычное для генерала). Эта неграмотность в определённых областях также приводила к постоянным шуткам в его адрес в штабе.
В 1794 году он вернулся в армию в звании полковника штаба. 28 июня 1796 года временно возглавил 10-ю полубригаду линейной пехоты. 24 июля 1797 года стал во главе 77-й полубригады линейной пехоты. Сражался в Швейцарии. 28 июля 1799 году получил под своё начало 44-ю полубригаду линейной пехоты.
31 июля 1799 года перевёлся в кавалерию и стал командиром сперва 12-го конно-егерского полка, а с 30 июля 1800 года — 7-го кирасирского полка.
В кампании 1805 года сражался в Итальянской армии маршала Массена. Командовал 7-м кирасирским, а с 23 сентября 1805 года ещё и бригадой тяжёлой кавалерии в составе дивизии генерала Пюлли.
В 1806 году он присоединился с полком к Великой Армии. Отличился в битве при Гейльсберге, где был ранен шрапнелью в левую руку. Произведён в бригадные генералы 25 июня 1807 года. После этого, с 1 августа 1807 года, служил в штабе маршала Брюна.
28 мая 1809 года Император даровал ему титул барона Империи. По этому случаю Франсуа-Жозеф добавляет частицу «d» перед своей фамилией.
С 12 сентября 1809 года был военным комендантом департамента Верхняя Марна. 2 марта 1814 года присоединился к Императорской квартире Наполеона. С 17 апреля 1814 года без служебного назначения.
Франсуа-Жозеф д’Оффенштейн умер в 1837 году в возрасте 77 лет.
Одна из улиц в Страсбурге носит его имя.

## Воинские звания
- Подполковник (2 октября 1791 года);
- Бригадный генерал (30 июля 1793 года);
- Дивизионный генерал (22 сентября 1793 года);
- Полковник штаба (27 августа 1794 года);
- Бригадный генерал (25 июня 1807 года).

## Титулы

Герб барона.

- Барон д’Оффанстен и Империи (фр. baron d'Offenstein  et de l'Empire; декрет от 19 марта 1808 года, патент подтверждён 28 мая 1809 года)[1].

## Награды
Легионер ордена Почётного легиона (11 декабря 1803 года)
 Офицер ордена Почётного легиона (14 июня 1804 года)